# Infundibulicybe
Infundibulicybe là một chi nấm ở Tricholomataceae. Chi này phân bố rộng khắp và có 13 loài.

## Các loài
- I. altaica
- I. bresadolana
- I. catinus
- I. costata
- I. dryadum
- I. geotropa
- I. gibba
- I. gigas
- I. glareosa
- I. lapponica
- I. mediterranea
- I. montana
- I. sinopicoides
- I. squamulosa